# Setaria sagittifolia
Setaria sagittifolia là một loài thực vật có hoa trong họ Hòa thảo. Loài này được (A.Rich.) Walp. miêu tả khoa học đầu tiên năm 1852.